# Nationaal Park Roesski Sever
Het Nationaal Park Roesski Sever (Russisch: Национальный парк Русский Север) is een nationaal park gelegen in de oblast Vologda in het noordwesten van Europees Rusland. De oprichting tot nationaal park vond plaats op 20 maart 1992 per decreet (№ 182/1992) van de regering van de Russische Federatie. Het nationaal park heeft een oppervlakte van 1.680 km². Op het grondgebied van het nationaal park bevinden zich 72 historische en culturele monumenten, waaronder het Goritskiklooster, het Kirillo-Belozerskiklooster en het in 2000 door UNESCO tot werelderfgoed uitgeroepen Ferapontovklooster.

## Kenmerken
Het nationaal park is gelegen in het noorden van het Oost-Europees Laagland en ligt in de boreale boszone. De westgrens van het nationaal park wordt bepaald door de rivier Sjeksna, die stroomt van het Belojemeer naar het Stuwmeer van Rybinsk. Het gebied vertoont nog vele kenmerken van glaciale processen. Zo bevindt er zich een morene en is het gebied ook bezaaid met kleine zoetwatermeren en rivieren. Het hoogste punt binnen het nationaal park wordt gevormd door de Tsypinaberg, die een hoogte van 210,4 meter boven zeeniveau bereikt.

## Dierenwereld
In het nationaal park zijn 50 zoogdieren, 213 vogels en 31 soorten vissen vastgesteld. De fauna van het reservaat vertoont kenmerken van de middelste en zuidelijke taigazone. Zo komen er typische taigasoorten voor als eland (Alces alces), auerhoen (Tetrao urogallus), hazelhoen (Tetrastes bonasia), ruigpootuil (Aegolius funereus) en bruine beer (Ursus arctos), maar ook soorten met een zuidelijker verspreidingsgebied zoals de wielewaal (Oriolus oriolus) en boommarter (Martes martes).
Twee door Birdlife International aangewezen Important Bird Areas (IBA) vallen deels samen met het grondgebied van Nationaal Park Roesski Sever. Deze gebieden zijn met name van belang voor vogelsoorten als zeearend (Haliaeetus albicilla), kwartelkoning (Crex crex), poelsnip (Gallinago media), groenpootruiter (Tringa nebularia), keep (Fringilla montifringilla) en bosgors (Emberiza rustica).

## Afbeeldingen

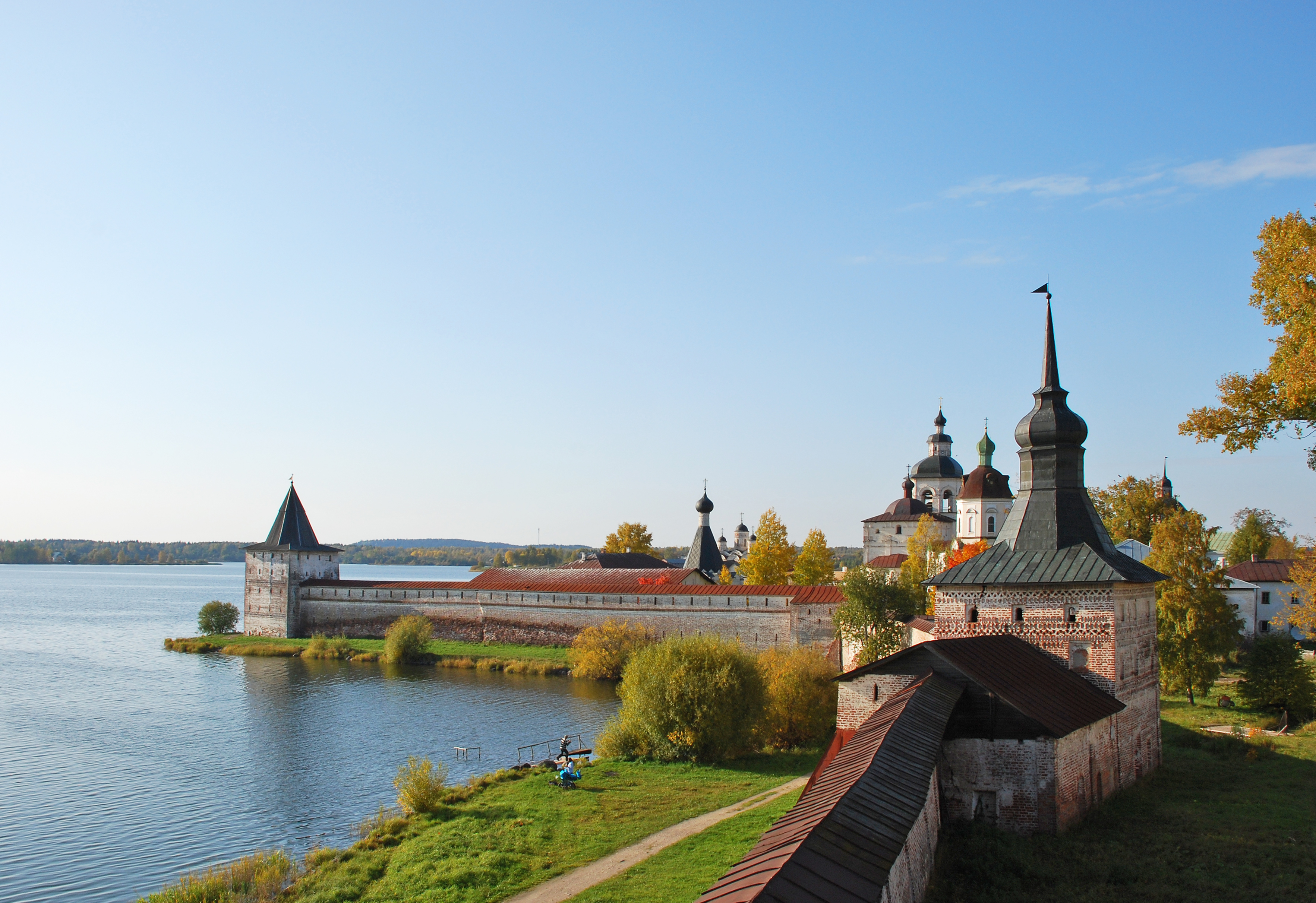
Het Kirillo-Belozerskiklooster.
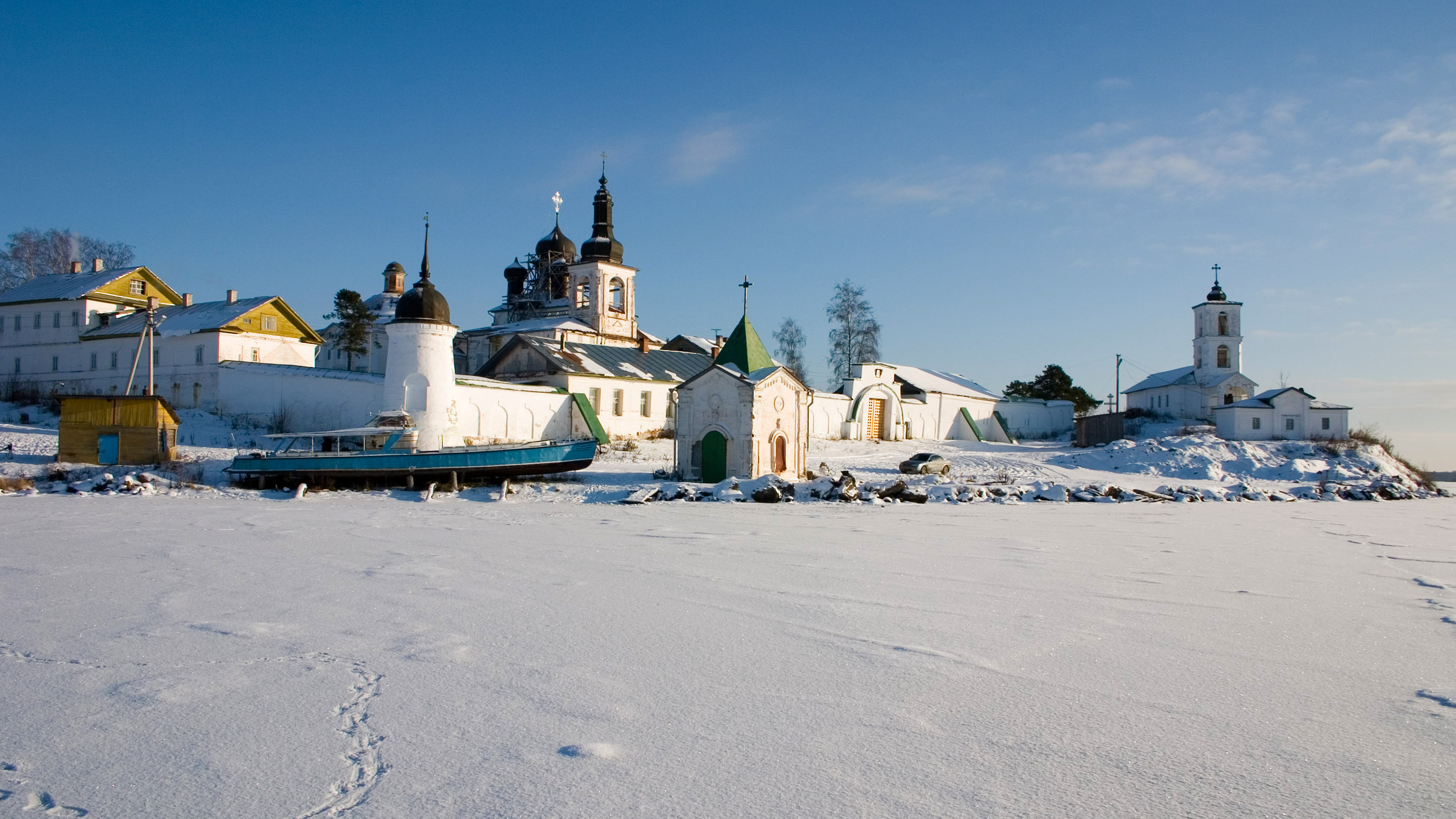
Het Goritskiklooster.
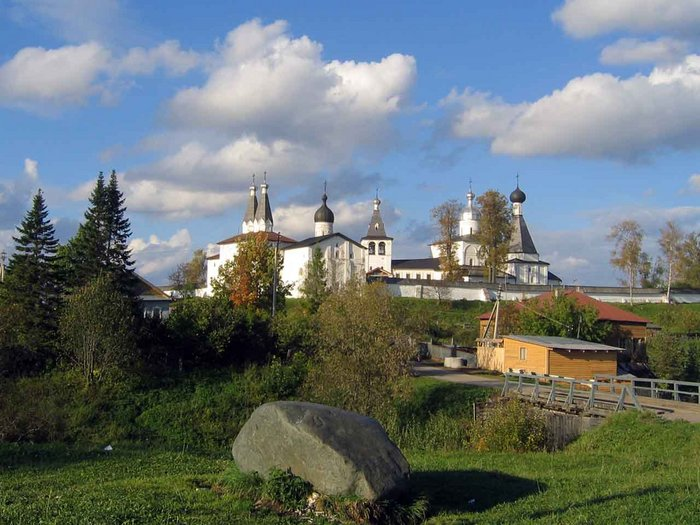
Het Ferapontovklooster.
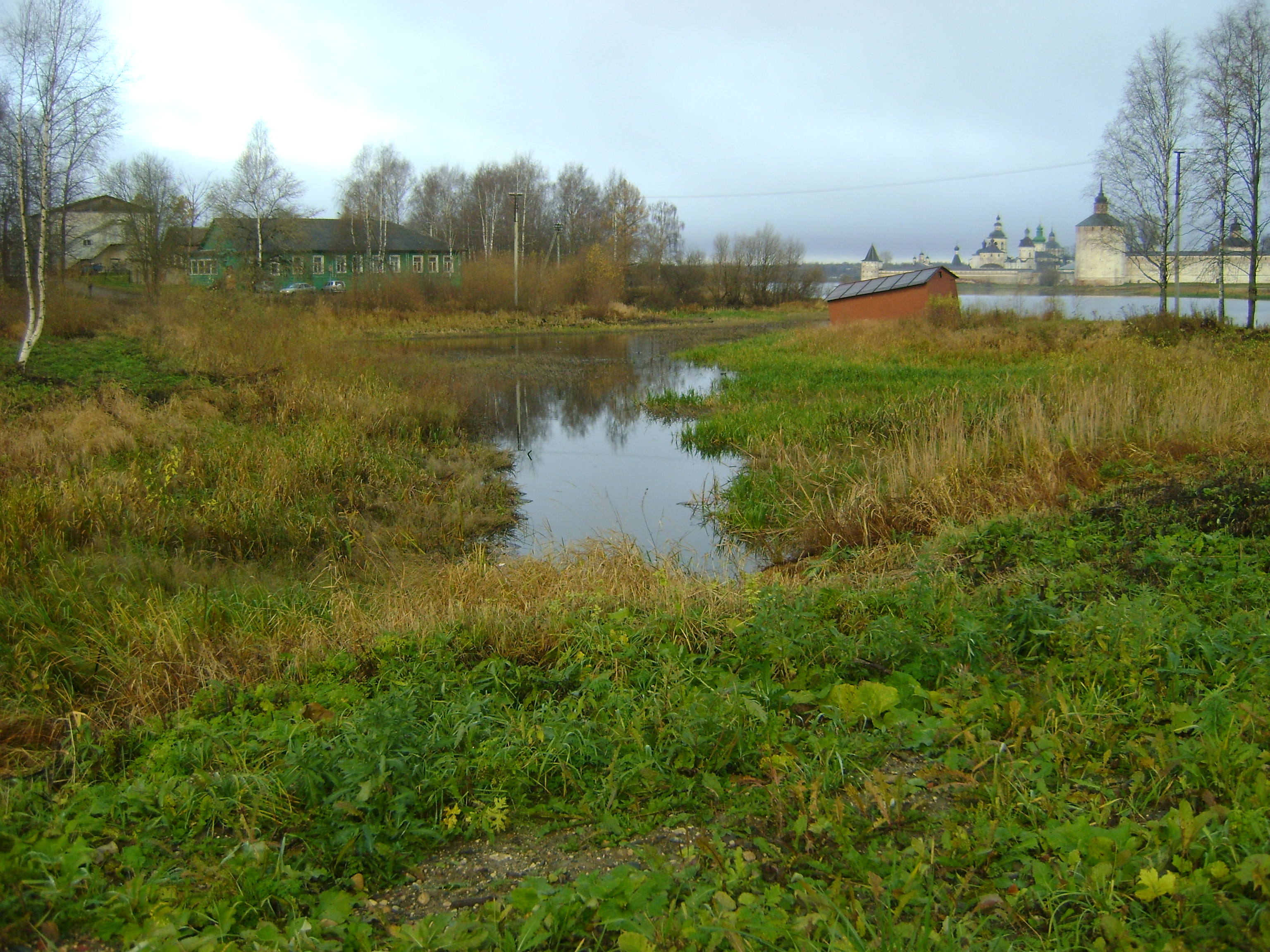
Oever van het Siverskojemeer, nabij de plaats Kirillov.
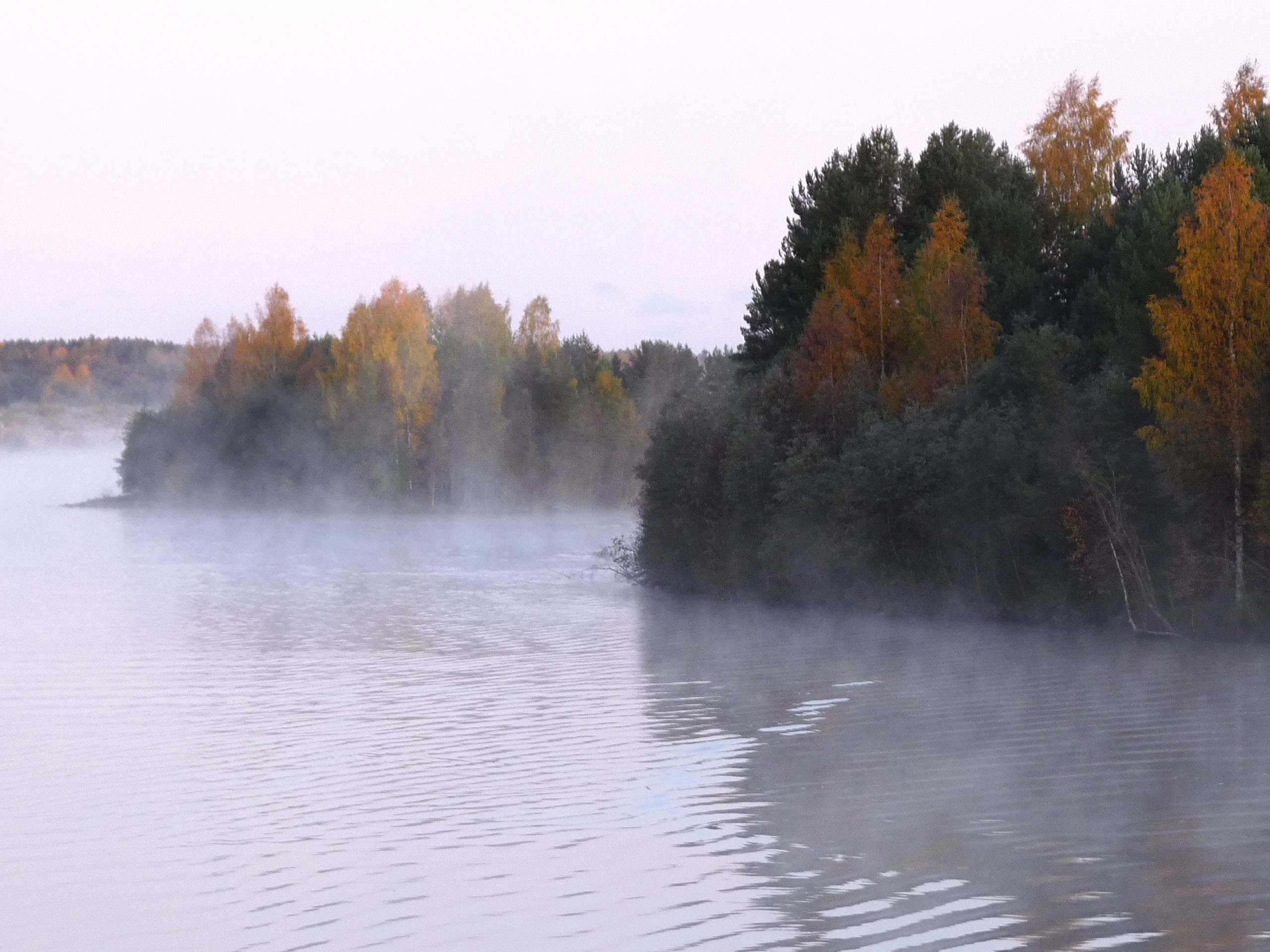
De rivier Sjeksna aan de westrand van het nationaal park.